# オフィス町内会
オフィス町内会は、環境保護を目的とするNPO法人。東京都港区に事務局を置く。オフィス古紙の共同回収および再生紙の使用拡大のための活動を行っている。2005年からは間伐の促進による森林再生活動（「森の町内会」）も行っている。

## 歴史
1990年頃、古紙回収会社の転･廃業が相次いでいた。その理由は、①古紙相場が不安定となり、採算性が悪化したこと、②都市部の交通渋滞がひどくなり、古紙回収トラックの巡回効率が悪くなっていたこと、③地価高騰により、回収した古紙を一時的に貯蔵しておく都市部のストックヤードが売却されてマンションに建て替えられる動きも相次いでいたことである。
その結果、オフィスから出される古紙は、資源として回収されることなく他の廃棄物と一緒に処分されるようになっていた。分別して回収すれば再生紙の原料となりうる古紙が埋め立てや焼却処分されていたのである。紙の原料として新たに伐採される森林資源や、ゴミの処分場などの有限な資源を浪費することにもつながっていた。
当時、東京電力株式会社の総務部員だった半谷栄寿は、オフィスから出る古紙を共同で回収しリサイクルすることができれば、コストが軽減され、環境の保護にもつながるのではないかと発想した。そして、古紙を排出する企業、古紙を回収する企業、再生紙を作る企業の関係者間の調整を行って、1991年、共同回収事業を運営する非営利団体としてオフィス町内会が設立された。なお、この時点ではまだ特定非営利活動促進法（NPO法）が存在していなかったこともあり、オフィス町内会は法人とはなっていない。

## オフィス町内会の仕組み

### 会員企業側での分別
古紙を排出する企業側では、古紙の再生を容易にするため、紙を次の4つに分別する。
- コピー用紙：コンピュータ用紙、コピー用紙
- 新聞：新聞紙、雑誌類
- 色のついた紙：雑誌、チラシ、カタログ、パンフレット、はがき、封筒
- ダンボール：ダンボール

### 共通の定時回収便
回収企業は、単独では採算の取れない集積場の小さいビルも含めて、会員企業を定時巡回するトラック便を運行する。回収された古紙は、製紙メーカーに搬入し、再生される。

### 3つの経済性と活動の継続性
オフィス町内会の仕組みにより、古紙排出企業側は、古紙を廃棄物として処分する費用よりも安価に回収してもらうことができる。回収会社は、古紙相場に左右されずに固定的な収入を得られるので、経営が安定する。また、オフィス町内会事務局は経費を会員からの収入でまかなうことにより、活動の継続性を確保することができる。以上の3つの経済性により、オフィス町内会の仕組みは運営を継続することができる。環境保護だからといって、関係者のいずれかの持ち出しが続くような仕組みでは、長期間にわたって活動を続けていくことはできない。

## オフィス町内会方式の拡大
オフィス町内会と同様の運営方式を導入して、東京都千代田区・中央区・港区でそれぞれの区名を冠した「エコ･オフィス町内会」が運営されている。その他、全国50か所で同様の活動が誕生し、独立して運営されている。

## 白色度70活動
オフィス町内会は、オフィス古紙の回収から再生までの活動を行っていたが、その結果生産される再生紙の使用が進まないため回収から再使用までのサイクルが完結せず、活動の制約になりつつあった。オフィスではコピー用紙が大量に使用されるが、主流は天然パルプから製造された白色度80のコピー用紙である。古紙から製造される再生コピー用紙の白色度を同じ80にするためには、天然パルプから白色度80のコピー用紙を製造するよりも多くの費用がかかり、漂白するために環境への負荷もかかってしまう。
白色度70の再生コピー用紙ならば、新聞紙・雑誌等の一般の古紙が原料として使え、漂白も少なくてすむので、生産時にかかる費用や環境負荷も抑えることができる。
白色度70の再生コピー用紙の使用拡大のネックになっていたのは紙の使用者側の意識であった。そこで、オフィス町内会では、「白色度70がちょうど良い」をスローガンに使用者の意識改革を訴えるキャンペーンを行った。並行して行政への働きかけも行った結果、2001年にはグリーン購入法の対象商品として白色度70の再生コピー用紙が指定された。

## 森の町内会
オフィス町内会は、オフィス古紙の集団回収とリサイクルを通じて間接的に森林資源の保護を行ってきたが、より直接的に森林の再生に貢献する活動として2005年に始めたのが「森の町内会」である。森の町内会は、活動の名称であって、団体の名称ではない。
日本の森林の4割は人工林であり、間伐などの適切な管理を行わなければ、健全な成長ができず森林本来の機能（CO2の吸収、土壌の流出防止、生物多様性、水源涵養）を発揮することができない。ところが、国内の林業の不振から、間伐費用をまかなうことができないため、ほとんどの人工林が放置されているのが現状である。
森の町内会では、間伐を行うために不足する資金に相当する金額を上乗せした価格で紙を支援企業に購入してもらい、その上乗せされた金額を森林組合に還流することで、間伐を可能にする仕組みを構築した。
支援企業は、間伐費用相当額を上乗せした価格で印刷用紙・コピー用紙を購入する。その紙を製造・販売した製紙メーカーは、相当分を上乗せした価格で森林組合から間伐材を仕入れる。市価よりも上乗せした価格で間伐材を販売することができた森林組合は、差額相当分で間伐の費用をまかなうことができる。